# Reprezentacja Polski na Mistrzostwach Świata w Narciarstwie Klasycznym 2007
Reprezentacja Polski na Mistrzostwach Świata w Narciarstwie Klasycznym 2007 liczyła 8 sportowców. Najlepszym wynikiem było 1. miejsce Adama Małysza w skokach narciarskich na skoczni normalnej.

## Medale

### Złote medale
- Skoki narciarskie, Normalna skocznia indywidualnie HS 100: Adam Małysz[1]

### Srebrne medale
Brak

### Brązowe medale
Brak

## Wyniki

### Biegi narciarskie mężczyzn
Sprint
- Janusz Krężelok - 10. miejsce
- Maciej Kreczmer - 28. miejsce

Sprint drużynowy
- Maciej Kreczmer, Janusz Krężelok - 5. miejsce

Bieg na 15 km
- Janusz Krężelok - 33. miejsce
- Maciej Kreczmer - 84. miejsce

### Biegi narciarskie kobiet
Sprint
- Justyna Kowalczyk - 17. miejsce

Bieg na 10 km
- Justyna Kowalczyk - 18. miejsce

Bieg na 15 km
- Justyna Kowalczyk - 9. miejsce

Bieg na 30 km
- Justyna Kowalczyk - nie ukończyła

### Skoki narciarskie
Normalna skocznia indywidualnie HS 100
- Adam Małysz - 1. miejsce, złoty medal[1]
- Kamil Stoch - 11. miejsce
- Robert Mateja - 40. miejsce
- Piotr Żyła - 42. miejsce

Duża skocznia indywidualnie HS 134
- Adam Małysz - 4. miejsce
- Kamil Stoch - 13. miejsce
- Piotr Żyła - 35. miejsce
- Robert Mateja - 38. miejsce

Duża skocznia drużynowo HS 134
- Kamil Stoch, Piotr Żyła, Robert Mateja, Adam Małysz - 5. miejsce